# Музга (Болгария)
Музга (болг. Музга) — село в Болгарии. Находится в Габровской области, входит в общину Габрово. Население составляет 134 человека.

## Политическая ситуация
Музга подчиняется непосредственно общине и не имеет своего кмета, кметский наместник в селе — Пламен Христов Чешилев.
Кмет (мэр) общины Габрово — Томислав Пейков Дончев (Граждане за европейское развитие Болгарии (ГЕРБ)) по результатам выборов в правление общины.